# Магадис
Магадис (др.-греч. μάγαδις) — древний греческий струнный инструмент, род большой кифары или барбитона, с 20 струнами, из которых 10 более коротких строились октавой выше 10-ти более длинных.

## Происхождение
Такие древнегреческие поэты, как Алкман и Анакреонт, упоминают магадис и пектис.
Согласно Аристоксену, магадис и пектис были одним и тем же инструментом. Однако прямых литературных свидетельств о магадисе и его роли в обществе нет.
Эвфорион писал, что магадис был древним инструментом, но в более поздние времена его название было заменено на самбику. Он так же отметил, что он был популярен на Лесбосе и что скульптор по имени Лесботемис (Λεσβοθέμις), о котором мало что известно, изобразил одну из муз, держащую магадис.
Менехм (Μέναιχμος) в своем трактате о художниках говорит, что пектис (πηκτὶς), который он назвал тождественным магадису, был изобретен Сапфо.
Ученые полагают, что это изобретение лидийцев или фракийцев.
В греческом произведение «Deipnosophistae» («Софисты за обедом») обсуждается вопрос о том, является ли магадис струнным инструментом, похожим на арфу, или деревянным духовым, подобным авлосу или кифаре, и в конечном итоге участники пришли к единому мнению, что это струнный инструмент. Затем собравшиеся переходят к вопросу о том, имеет ли инструмент лидийское происхождение, что приводит к острому спору между Афинеем и Посидонием.